# Hope A. Olson
Hope A. Olson (Watertown, 1942) es investigadora en ciencias de la información y profesora emérita en la Escuela de Estudios de la Información de la Universidad de Wisconsin-Milwaukee. Anteriormente fue profesora en la Universidad de Alberta.

## Biografía

### Carrera
De 2000 a 2004, Olson fue redactora jefe de Knowledge Organization y actualmente forma parte de su consejo editorial. También forma parte del consejo editorial del Journal of Library Metadata. Olson es autora y coautora de más de treinta artículos revisados por pares y capítulos de libros, y ha publicado tres libros: Subject Analysis in Online Catalogs, coescrito por John J. Boll (Libraries Unlimited, 2001); Information Sources in Women's Studies and Feminism, editor (KG Saur, 2002); y The Power to Name: Locating the Limits of Subject Representation in Libraries (Kluwer Academic, 2002).
Realizó su Bachelor of Arts (B. A.) Gustavus Adolphus College, una maestría en literatura en la Universidad de Toronto y un doctorado (1996) en la Universidad de Wisconsin-Madison.
La investigación de Olson se centra en el análisis crítico de las representaciones de sujetos y los sistemas de clasificación. Utilizando perspectivas feministas, postestructurales y poscoloniales, examina los sesgos inherentes a las estructuras organizacionales jerárquicas.

## Contribuciones en las ciencias de la información

### Análisis crítico de la clasificación de bibliotecas
Olson recurre a la teoría deconstructiva para cuestionar la funcionalidad y legitimidad de la organización del conocimiento tradicional. Utilizando la adaptación de la deconstrucción de Drucilla Cornell (“la filosofía del límite”), Olson examina la marginalización impuesta por las limitaciones estructurales de los catálogos de bibliotecas. En su investigación, Olson explora las consecuencias éticas de una representación inadecuada y enfatiza la conveniencia de utilizar la organización del conocimiento como un agente de cambio para el enriquecimiento de los usuarios.

### Enfoques feministas de la organización del conocimiento
Un principio central de los escritos de Olson es el efecto que tiene una visión de mundo patriarcal sobre los sistemas de organización dentro del mundo occidental. En el artículo de 2001 "Sameness and Difference: A Cultural Foundation of Classification", Olson describe cómo los principios dicotómicos de la herencia filosófica occidental crean sistemas de clasificación que privilegian la visión mayoritaria y dominante. Argumenta a favor de una estructura de conocimiento menos jerárquica y más contextual e interconectada, empleando el concepto de connected knowing (conocimiento conectado) de Belenky, Clinchy, Goldberger y Tarule.

### The Power to Name
El trabajo más notable de Olson es su libro de 2002 The Power to Name: Locating the Limits of Subject Representation in Libraries. En él, proporciona un contexto histórico a la clasificación de la biblioteca moderna al revisar los escritos de los pioneros de la clasificación de bibliotecas Melvil Dewey y Charles Cutter, destacando la universalidad rígida que encontraron deseable para lograr consistencia y control. Olson sostiene que la insistencia de Dewey y Cutter en un lenguaje universal es “una característica dañina en el sentido de que margina y excluye a los Otros – conceptos fuera de una corriente dominante blanca, masculina, eurocéntrica, cristocéntrica, heterosexual, sin discapacidades y burguesa.” Olson continúa ilustrando las deficiencias de los encabezamientos de materia aplicados mediante el análisis de la Clasificación Decimal Dewey y los Encabezamientos de Materia de la Biblioteca del Congreso seleccionados que representan conceptos de género, raza y etnicidad. Concluye con un llamado a un enfoque más "excéntrico" del acceso a los temas, incluyendo técnicas para "romper los límites" de los sistemas de clasificación de bibliotecas haciéndolos más permeables, abiertos y dinámicos.

### Investigaciones recientes
Las investigaciones posteriores de Olson exploraron más a fondo el sesgo de género dentro de la lógica aristotélica que informa la clasificación tradicional y las estructuras sindéticas. También ha colaborado en investigaciones que abordan la consistencia en la asignación de términos de indización.